# Raiffeisenbank Kastellaun
Die Raiffeisenbank Kastellaun eG ist eine Genossenschaftsbank mit Sitz in der rheinland-pfälzischen Stadt Kastellaun im Rhein-Hunsrück-Kreis.

## Geschichte
Die Raiffeisenbank Kastellaun eG wurde am 14. März 1914 als Raiffeisenkasse Bell eGmuH gegründet und entstand in ihrer heutigen Form im Jahr 1995 durch die Fusion der Raiffeisenbank Bell eG mit Sitz in Bell mit der Castellauner Volksbank eG mit Sitz in Kastellaun sowie der Raiffeisenbank Beltheim-Sabershausen eG mit Sitz in Beltheim.
Die Raiffeisenbank Bell eG und die Raiffeisenbank Beltheim-Sabershausen eG entstanden in den Vorjahren jeweils bereits durch mehrere Fusionen kleinerer Genossenschaftsbanken wie folgt:
- 1989 – Fusion der Raiffeisenbank Beltheim-Gödenroth eG mit dem Sitz in Beltheim mit der Raiffeisenbank eG. Sabershausen-Zilshausen mit dem Sitz in Sabershausen
- 1988 – Fusion der Raiffeisenbank Alterkülz-Bell eG. mit dem Sitz in Bell mit der Raiffeisenbank Buch-Mörsdorf e.G. mit dem Sitz in Buch zur Raiffeisenbank Bell eG
- 1986 – Fusion der Raiffeisenbank Beltheim eG mit der Raiffeisenkasse Gödenroth eG mit dem Sitz in Gödenroth zur Raiffeisenbank Beltheim-Gödenroth eG
- 1981 – Fusion der Raiffeisenkasse eG. Buch mit der Raiffeisenkasse Mörsdorf eG mit dem Sitz in Mörsdorf zur Raiffeisenbank Buch-Mörsdorf e.G.
- 1980 – Fusion der Raiffeisenbank Alterkülz eG mit dem Sitz in Alterkülz mit der Raiffeisenbank eG. Bell zur Raiffeisenbank Alterkülz-Bell eG.
- 1968 – Fusion der Raiffeisenkasse Beltheim eGmbH mit der Raiffeisenkasse Macken eGmbH mit dem Sitz in Macken
- 1967 – Fusion der Raiffeisenkasse Sabershausen eGmbH mit der Raiffeisenkasse eGmbH Zilshausen mit dem Sitz in Zilshausen zur Raiffeisenbank Sabershausen-Zilshausen eGmbH

## Rechtsverhältnisse
Die Raiffeisenbank Kastellaun eG ist im Genossenschaftsregister beim Amtsgericht Bad Kreuznach unter GnR 220 eingetragen.

## Organisationsstruktur
Rechtsgrundlagen sind das Genossenschaftsgesetz und die durch die Generalversammlung beschlossene Satzung. Organe der Bank sind der Vorstand, der Aufsichtsrat und die Generalversammlung.

## Sicherungseinrichtung
Die Raiffeisenbank Kastellaun eG ist der amtlich anerkannten Sicherungseinrichtung des Bundesverbandes der Deutschen Volksbanken und Raiffeisenbanken GmbH und der zusätzlichen freiwilligen Sicherungseinrichtung des Bundesverbandes der Deutschen Volksbanken und Raiffeisenbanken e.V. angeschlossen.

## Geschäftsausrichtung
Die Raiffeisenbank Kastellaun eG betreibt das Universalbankgeschäft. Im Verbundgeschäft arbeitet sie mit der DZ Bank, R+V Versicherung, Bausparkasse Schwäbisch Hall, Teambank, VR Leasing,  DZ Hyp und der Union Investment zusammen.

## Geschäftsgebiet
Das Geschäftsgebiet liegt im Nordwesten des Rhein-Hunsrück-Kreises.
An diesen Orten betreibt die Bank Filialen:
- Kastellaun (Hauptstelle, jur. Sitz)
- Beltheim (Geschäftsstelle)